# Jacomina van den Berg
Jacomina van den Berg   (la Haia, 28 de desembre de 1909 - la Haia, 14 de novembre de 1996) va ser una gimnasta artística neerlandesa que va competir durant la dècada de 1920.
El 1928 va prendre part en els Jocs Olímpics d'Amsterdam, on guanyà la medalla d'or en el concurs complet per equips del programa de gimnàstica.